# منتخب البوسنة والهرسك لاتحاد الرغبي للسيدات
منتخب البوسنة والهرسك لاتحاد الرغبي للسيدات هو ممثل البوسنة والهرسك الرسمي في المنافسات الدولية في اتحاد الرغبي . تأسس في 21 مايو 2005.